# Ghassulien-Kultur

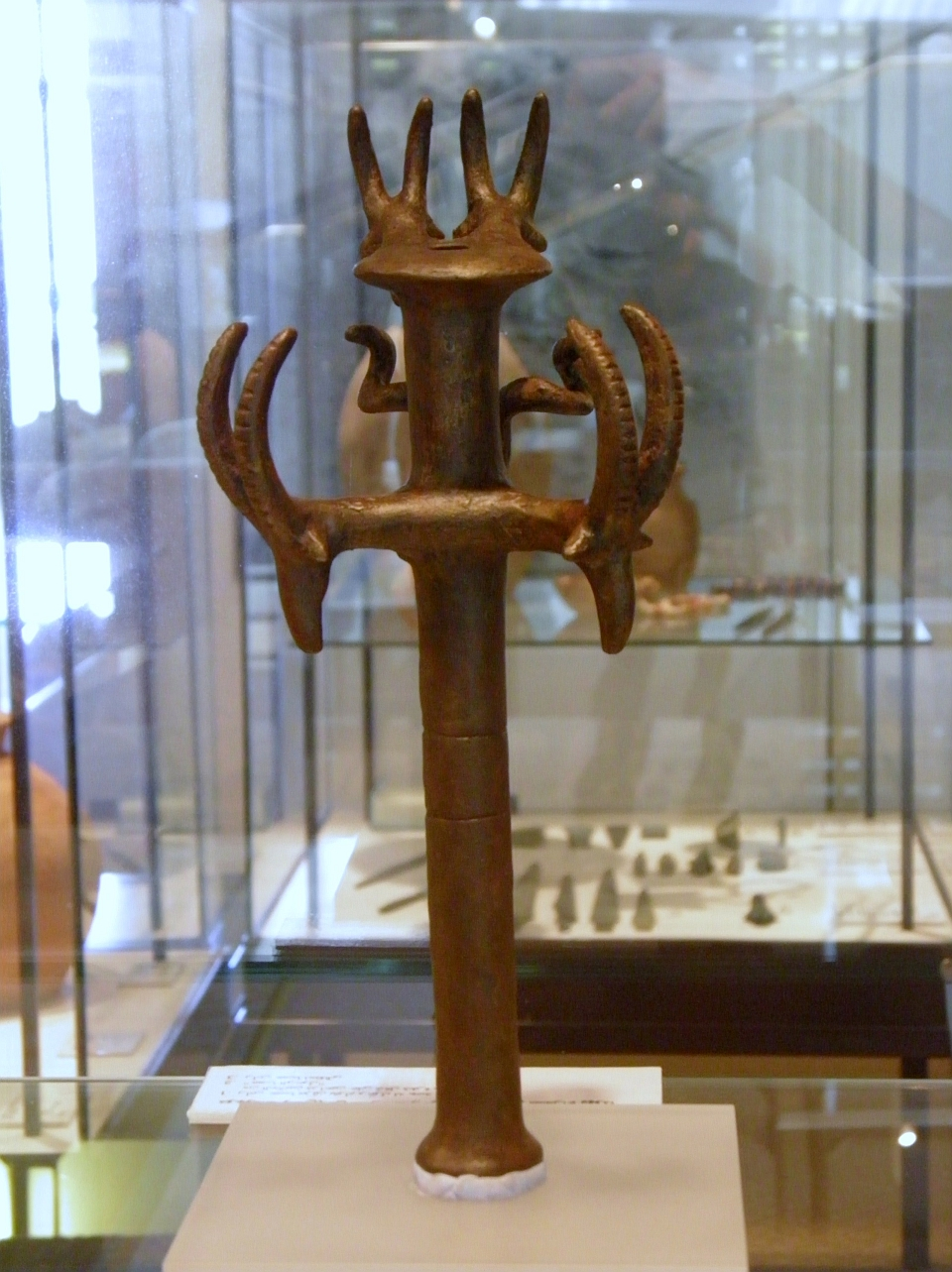
Bronzezepter aus dem Schatzfund von Nachal Mischmar

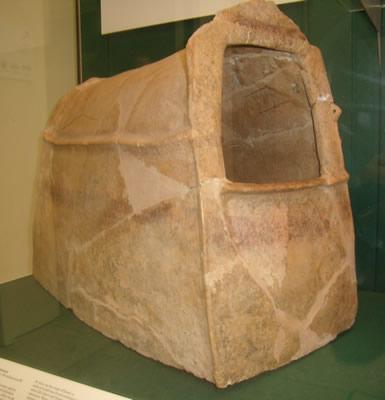
Ossuarium in Hausform

Die kupferzeitliche Ghassulien-Kultur (auch Ghassul-Bheerscheba-Kultur oder Bheerscheba-Kultur nach einem anderen wichtigen Fundort, Be’er Scheva) blühte im vierten Jahrtausend v. Chr. vor allem in der Levante. Der namensgebende Fundort ist Teleilat Ghassul nordöstlich vom Toten Meer gelegen. Die Träger der Kultur gelten auch als die Erbauer der Megalithanlagen auf dem Golan.
Die Keramik der Ghassulien-Kultur ist einfach und nur wenig bemalt. Besonders typisch sind längliche Tongefäße, die am oberen Rand Ösen aufweisen und wahrscheinlich die Tonkopie eines Ledergefäßes darstellen. Hochgestellte Becher waren vielleicht einst mit Fell bezogen und dienten als Trommeln. Die Keramik ist nicht stark gebrannt und teilweise brüchig. Es fanden sich zahlreiche Elfenbeinarbeiten, die teilweise Figuren von Männern und Frauen darstellen. Als Schmuck fanden sich Armbänder, Anhänger und Perlen aus verschiedenen Materialien.
Es konnten verschiedene Siedlungen ausgegraben werden. Teleilat Ghassul besteht aus verschiedenen rechteckigen Häusern. Bemerkenswert sind die reichen Reste von Wandmalereien. Weitere Siedlungsreste fand man im Gazastreifen und am Toten Meer. Wohnbauten waren zum Teil in den felsigen Boden eingegraben.
Von der Ghassulien-Kultur stammen verschiedene Hortfunde. In einer Höhle im Nachal Mischmar fanden sich über 400 Kupferobjekte. Auch bei Kfar Monasch kam ein Silber- und Kupferschatz zum Vorschein.
Vor allem in der Gegend von Tel Aviv fanden sich Höhlen, die als Bestattungsorte gedient haben. Dort fanden sich auf Bänken Ossuarien. Einige von ihnen waren aus Stein, die meisten jedoch aus Ton und stellen Häuser dar.
Wirtschaftsgrundlage war anscheinend die Viehzucht. Ziegen, Schafe, Schweine und vereinzelt Rinder sind bezeugt, die letzteren auch als Lasttiere. Daneben gab es auch Ackerbau. Gerste und Weizen wurden angebaut.
Die Siedlungen der Ghassulien-Kultur wurden um 3000 v. Chr. verlassen und in der Folgezeit nicht wieder besiedelt. Es gibt keine Anzeichen für einen gewaltsamen Untergang.